# Roncade
Roncade é uma comuna italiana da região do Vêneto, província de Treviso, com cerca de 11.909 habitantes. Estende-se por uma área de 61 km², tendo uma densidade populacional de 195 hab/km². Faz fronteira com Casale sul Sile, Meolo (VE), Monastier di Treviso, Quarto d'Altino (VE), San Biagio di Callalta, Silea.
Mario Zan (Mario Giovanni Zandomeneghi), famoso acordeonista  nasceu em Roncade.

## Demografia
| Variação demográfica do município entre 1861 e 2011                               |
|                                                                                   |
| Fonte: Istituto Nazionale di Statistica (ISTAT) - Elaboração gráfica da Wikipedia |